# Alexander von Kraatz-Koschlau
Alexander Friedrich Wilhelm Kraatz, ab 1858 von Kraatz-Koschlau, (* 12. Februar 1817 in Neu Wunneschin, Kreis Lauenburg-Bütow; † 12. September 1897 in Friedenau) war ein preußischer General der Infanterie.

## Leben

### Herkunft
Alexander war der Sohn des preußischen Kapitäns a. D. Karl Christian Kraatz (1785–1859) und dessen Ehefrau Johanna, geborene Rudloff (1800–1858). Sein Vater war Herr auf Groß-Koschlau und am 16. Januar 1858 als „von Kraatz-Koschlau“ für sich und seine Nachkommen in den erblichen Adelsstand erhoben worden.

### Militärkarriere
Nach dem Besuch der Stadtschule in Marienburg sowie des Gymnasiums und der Divisionsschule in Danzig, trat Kraatz am 12. Februar 1834 in das 4. Infanterie-Regiment der Preußischen Armee ein. Dort wurde er am 13. Februar 1836 zum Sekondeleutnant ernannt. Von 1839 bis 1842 absolvierte er die Allgemeine Kriegsschule und war 1846/48 zur Topographischen Abteilung des Generalstabes in Berlin abkommandiert. Am 19. April 1849 wurde er zum Premierleutnant befördert und am 25. September des gleichen Jahres in den Großen Generalstab abkommandiert. Am 12. November 1850 wurde er zum Hauptmann befördert und dem Generalstab des IV. Armee-Korps zugeteilt. Mit Patent vom 13. Februar 1850 fungierte er ab dem 18. Juni als Kompaniechef im Infanterie-Regiment Nr. 30. Am 25. Juli 1857 zum Major befördert, erfolgte seine Rückversetzung in den Generalstab. Darauf wurde er dem Kommando der 13. Division zugeteilt. Am 18. Oktober 1861 erfolgte seine Beförderung zum Oberstleutnant, am 7. Juli 1862 wurde er als Erster Generalstabsoffizier in das Generalkommando des VII. Armee-Korps versetzt. Am 5. Februar 1863 wurde Kraatz zum Generalstabschef des VII. Armee-Korps ernannt und stieg am 25. Juli 1864 zum Oberst auf.
Bei Ausbruch des Krieges von 1866 fungierte er als Chef des Generalstabes der Mainarmee unter General Vogel von Falckenstein. Für seine Planarbeit an den Gefechten bei Hammelburg, Aschaffenburg und Tauberbischofsheim wurde er am 20. September 1866 mit dem Orden Pour le Mérite ausgezeichnet. Am 25. September 1867 wurde er zum Kommandeur der 42. Infanterie-Brigade ernannt und am 22. März 1868 zum Generalmajor befördert. Am 18. Juni 1869 wurde er zum Kommandeur der 11. Infanterie-Brigade ernannt.
Zu Beginn des Krieges gegen Frankreich übernahm er am 18. Juli 1870 das Kommando über die 20. Division und kämpfte im Rahmen des X. Armee-Korps unter anderem bei Mars la Tour im Raum Metz, bei Beaune-la-Rolande und Orléans. Nach der Schlacht von Le Mans gelang seinen Truppen am 13. Januar 1871 die Eroberung des Lagers von Conlie, wo sich die Vorräte für neu aufzustellende französische Einheiten befanden. Am 22. Mai gab er seine Division an Prinz Albrecht von Preußen ab. Darauf führte er für kurze Zeit die 12. Division in Neisse. Am 18. August 1871 war er zum Generalleutnant aufgestiegen und hatte seit 20. Juli das Kommando der 16. Division in Trier inne. Kraatz wurde am 4. März 1879 in Genehmigung seines Abschiedsgesuchs unter Verleihung des Charakters als General der Infanterie mit Pension zur Disposition gestellt.
Kraatz wurde auf dem St. Matthäi-Friedhof in Berlin beigesetzt.

### Familie
Er hatte sich am 24. April 1854 in Berlin mit Mathilde, verwitwete Kummer, geborene Rump (1824–1901) verheiratet. Aus der Ehe gingen folgende Kinder hervor:
- Helene (* 1856)
- Hans (* 1858), preußischer Major ⚭ 4. April 1884 Hedwig Reichert (* 1863)
- Elisabeth (* 1861)
- Lida (1863–1882)